# Vinicio Paladini
Vinicio Paladini (ur. 21 czerwca 1902 w Moskwie, zm. 30 grudnia 1971 w Rzymie) – włoski malarz, architekt i teoretyk sztuki. Od 1921 twórca futurystyczny.

## Życiorys
Pierwszy teoretyk sztuki mechanicznej we Włoszech i orędownik rewolucji sojuszu proletariatu z artystami awangardy. W 1922 wraz z Ivo Pannaggim opublikował Manifesto dell’ Arte Meccanica Futurista. Odwoływał się do rosyjskiego konstruktywizmu, natomiast jego malarstwo związane było z figuracją sztuki metafizycznej z poetyką „Espirit Nouveau”. Po stopniowym odejściu od futuryzmu Paladini z manifestem Arte, Comunismo, Nazionalismo (1924), w tym samym roku opublikował esej L’arte nella Russia dei Soviet, w którym analizował tendencje porewolucyjnej awangardy rosyjskiej. Interesował się również scenografią i rysunkiem publicystycznym.
W 1926 stworzył imaginizm, ruch naśladujący dadaizm i surrealizm. Ukończył studia architektoniczne w Rzymie, a w 1928 opowiedział się po stronie racjonalizmu, kierunku propagującego wprowadzenie zasad funkcjonalizmu we włoskiej architekturze.